# Ziegelhof (Eichstätt)

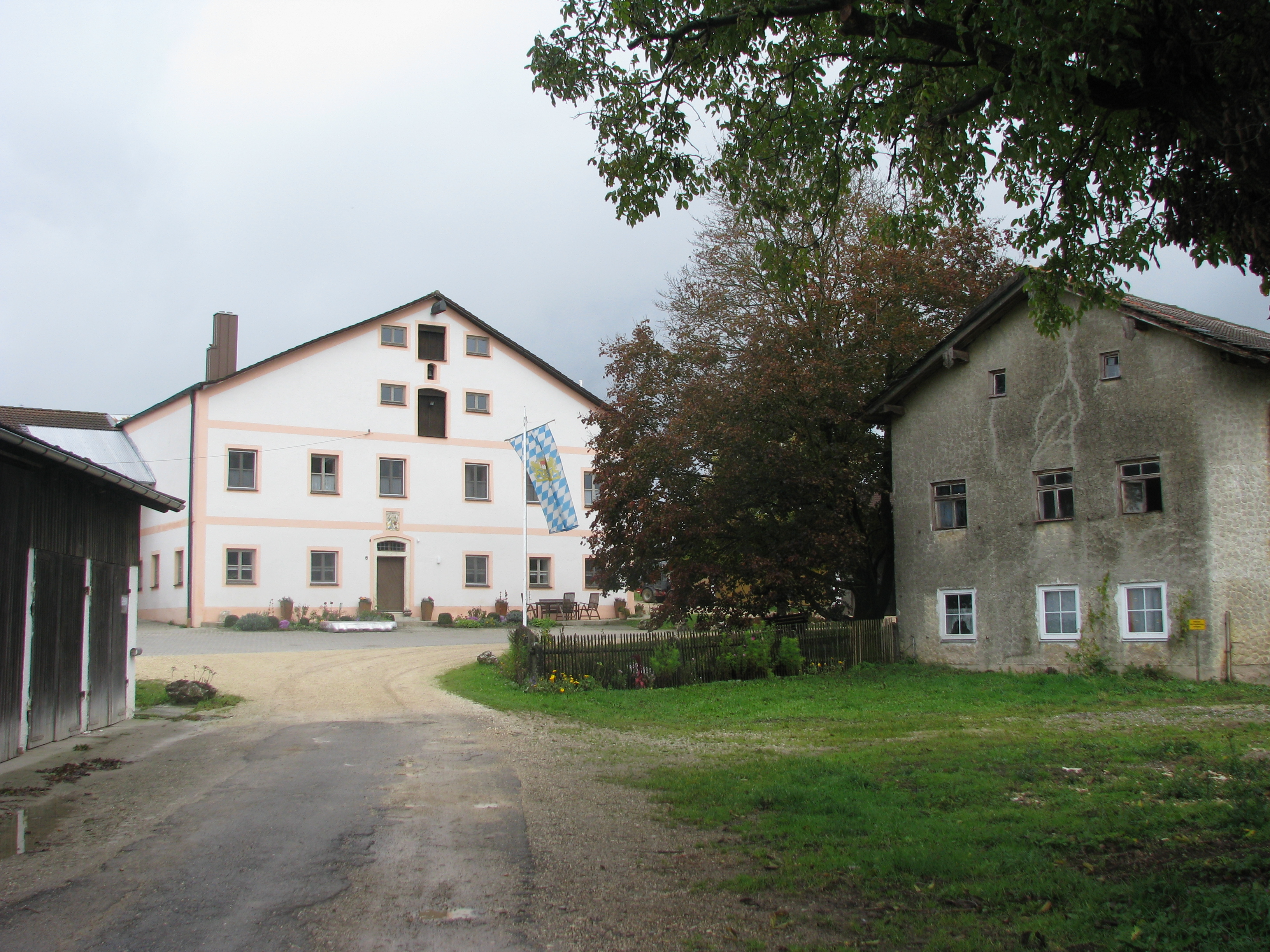
Hofgebäude von 1725

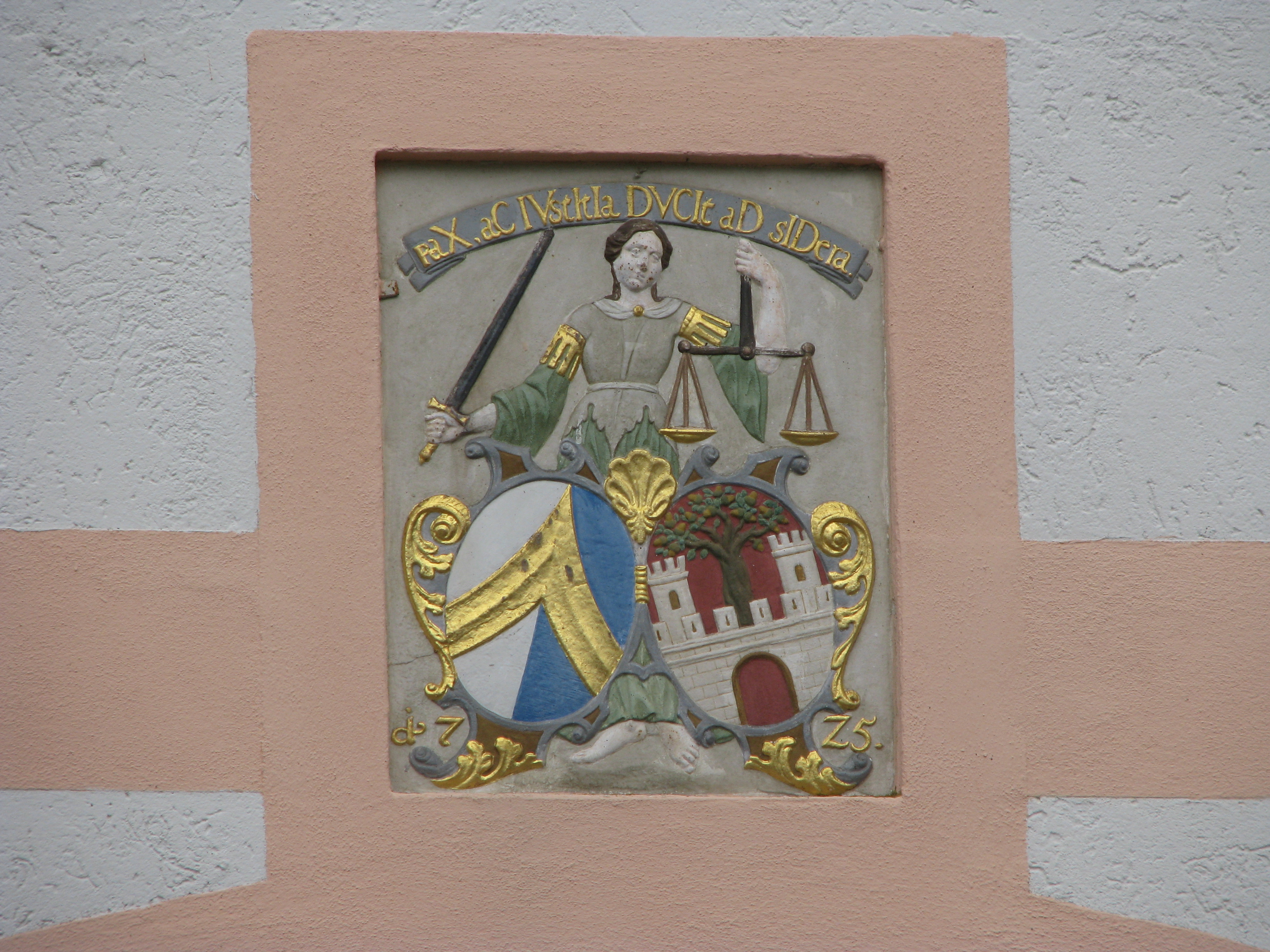
Wappen mit Inschrift und Chronogramm „1725“

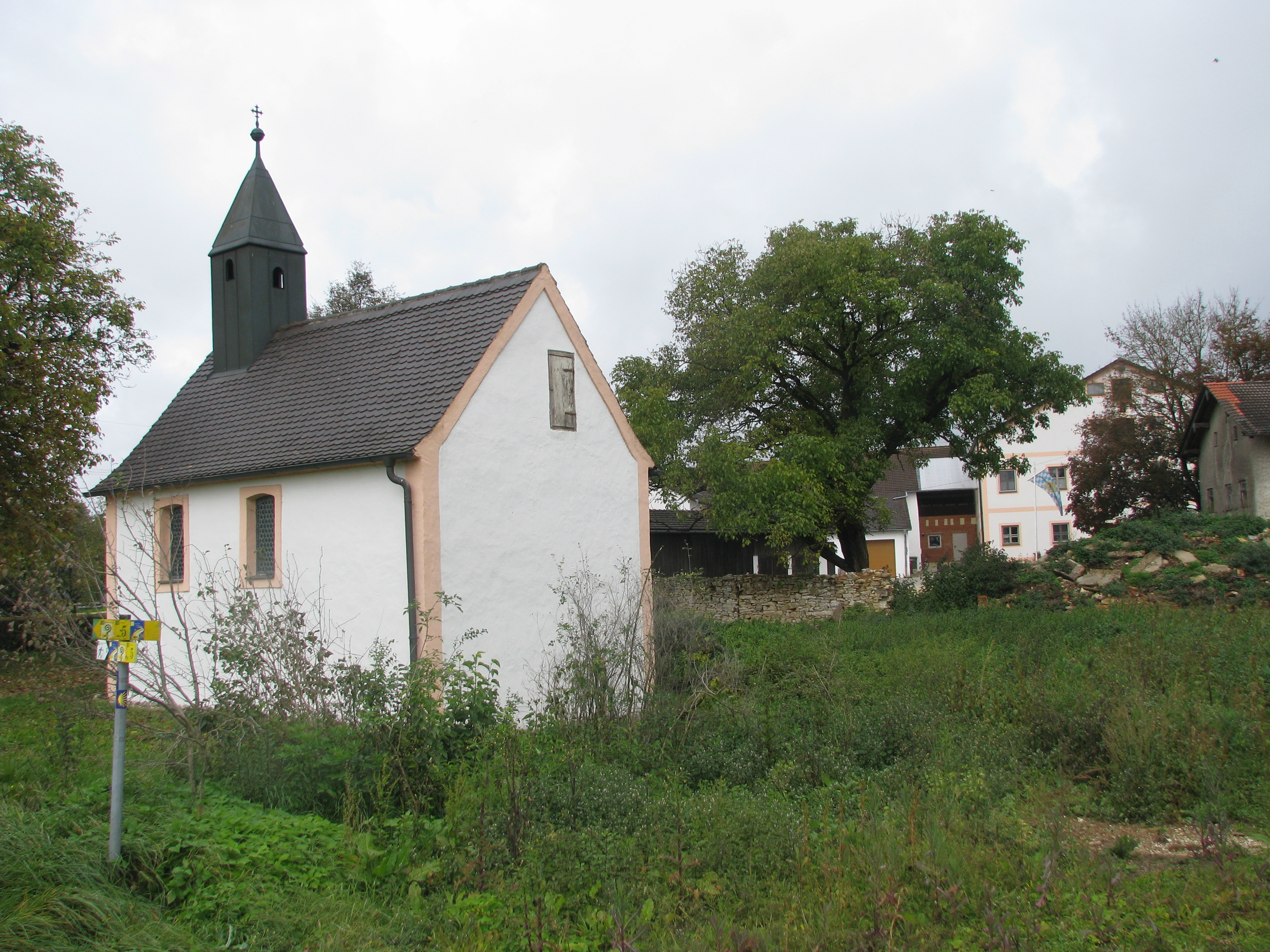
Hofkapelle zum hl. Antonius

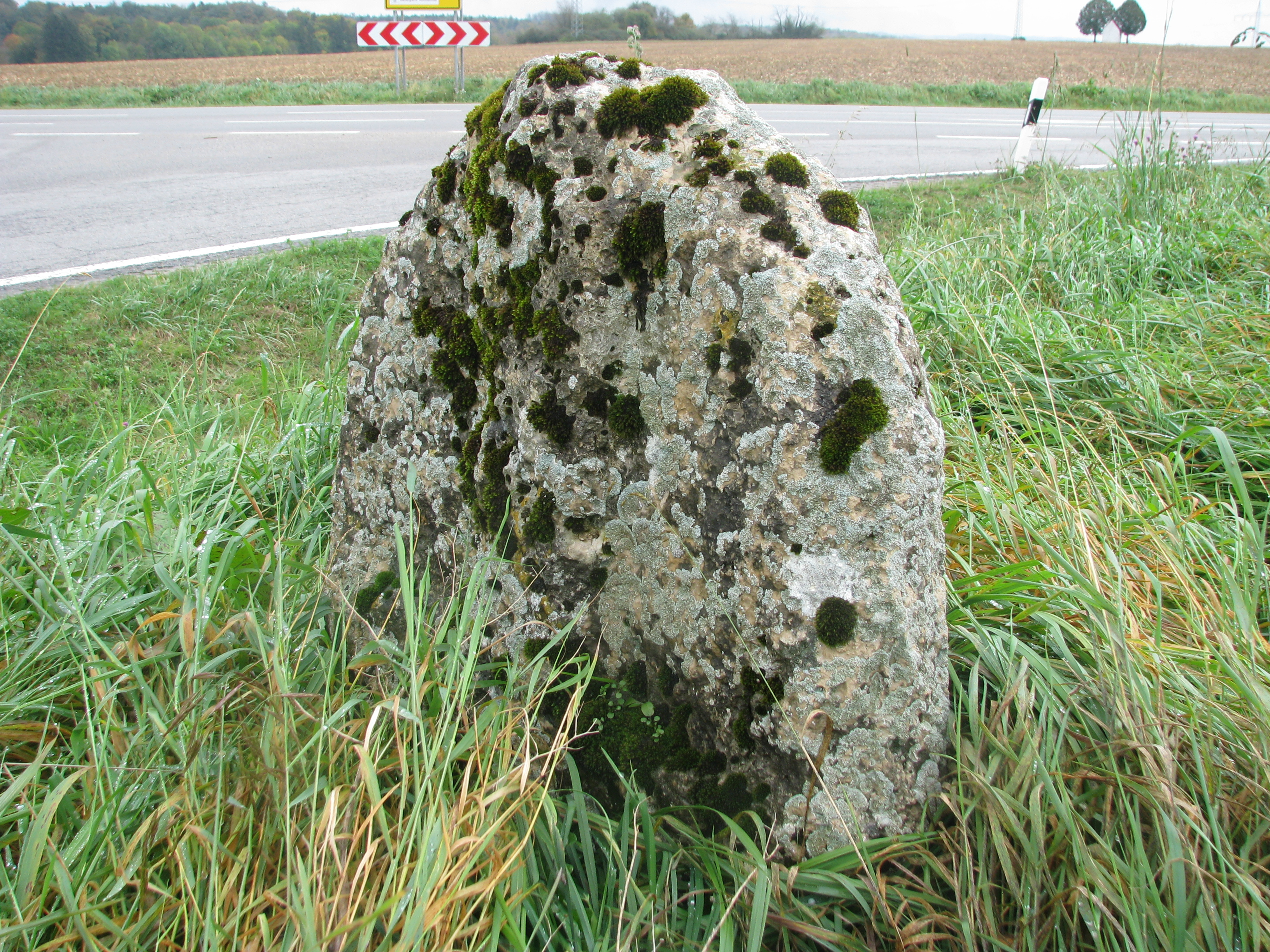
Kreuzstein beim Ziegelhof

Ziegelhof ist eine Einöde und ein Ortsteil der Stadt Eichstätt im oberbayerischen Landkreis Eichstätt.

## Lage
Ziegelhof liegt circa drei Kilometer nordöstlich von Eichstätt auf der Hochfläche der Fränkischen Alb.

## Geschichte
Im Jahr 1571 wurde auf der Jura-Hochfläche nordöstlich von Eichstätt durch den Eichstätter Domherrn und Dompropst Ambrosius von Gumppenberg (um 1501–1574) eine Ziegelei angelegt, die nach späteren Besitzern auch Muggenthalerhof genannt wurde. Um 1660 hatte der Hof, nunmehr Sieglhoff (wohl ungenaue Schreibung in der Quelle), Ziegelhof oder Stadel genannt, Abgaben dem Kollegiatstift Unsere Liebe Frau zu Eichstätt zu leisten; die ab 1472 neu erbaute und im 19. Jahrhundert größtenteils abgerissene Marienpfarrkirche war seit 1233 dem Domkapitel inkorporiert, das Kollegiatstift bestand seit 1316/18. Spätestens seit dem 18. Jahrhundert ist durchwegs die Bezeichnung Ziegelhof bzw. Ziegelhöfe überliefert. 1836 ist vom „Ziegelhofthal“ die Rede, wo in zwei Wohngebäuden 16 Einwohner leben. Auch heute sind noch zwei Hausnummern vergeben. Die beiden Anwesen gehörten bis Anfang des 19. Jahrhunderts der Stadt Eichstätt, dann im neuen Königreich Bayern (1806) durch das Gemeindeedikt von 1818 zum Steuerdistrikt und zur Gemeinde Preith. Am 1. Mai 1978 wurde die Gemeinde Preith aufgelöst, Ziegelhof kam wieder zur Stadt Eichstätt. Im 20. Jahrhundert ist auch die Bezeichnung „Mittelwimpasing“ in Bezug zu den Ortsteilen Wimpasing und Häringhof (Unterwimpasing) zu finden. Der Milchviehbetrieb der den Hof bewirtschaftenden Familie Brems besteht heute aus circa 100 Milchkühen.

## Einwohnerentwicklung
- 1821: 9[3]
- 1937: 20[4]
- 1950: 15[5]
- 1987: 9[6]

## Sonstiges

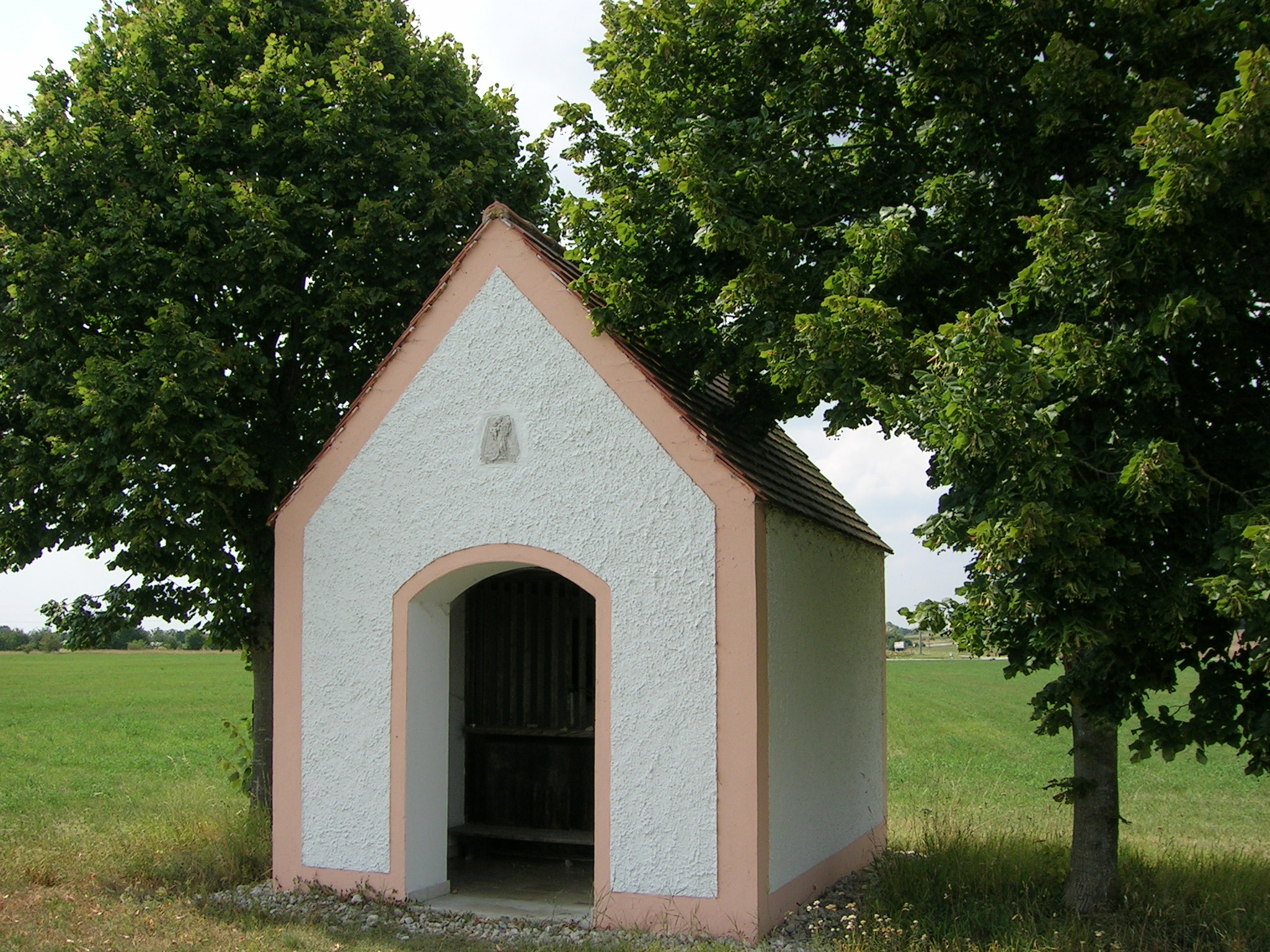
Feldkapelle beim Ziegelhof

- Der Gutshof ist eine stattliche Rechteckanlage in Jura-Bauweise, bezeichnet mit dem Jahr 1725.
- 1832 wird ein „schöner Garten“ des Ziegelhofes erwähnt.[7]
- 1908 vereinigten sich die Bauern von Ziegelhof, Wimpasing, Häringhof und Lüften zu einer „Dampf-Dreschmaschinen-Genossenschaft“. 1925 wurde diese auf Elektrizität umgestellt; Ostern 1927 erhielt der Ziegelhof selber elektrische Licht.[8]
- Die Antonius-Kapelle des Ziegelhofs wurde 1899 durch die Gebrüder Brems des Ziegelhofs erbaut. Sie hat einen Dachreiter.[9]
- An der südlichen Ortseinfahrt befindet sich ein mittelalterlicher Kreuzstein, eine rechteckige Dolomitplatte, darauf ein erhaben gearbeitetes Kreuz.[10]
- Eine Feldkapelle beim Ziegelhof stammt aus dem 19. Jahrhundert.[11]
- Ein Marterl nahe am Hof auf dem Weg nach Eichstätt erinnert an den achtjährigen Ziegelhofbauernsohn Johann Willibald Brems, der im Mai 1805 vom Wagen stürzte und starb.

## Söhne des Ortes
- Alois Brems (1906–1987), geboren am 19. April 1906 in Ziegelhof, Bischof von Eichstätt 1968–1984.[12]

## Verkehrsanbindung
Ziegelhof ist über eine Stichstraße zu erreichen, die von der Staatsstraße 2225, der sogenannten Jura-Hochstraße, vom Eichstätter Spindeltal heraufkommend beim Übergang in die Kreisstraße EI 21 nach Osten abzweigt.